# Rio Andalién
O Rio Andalién é um rio sul-americano que banha as comunas chilenas de Concepción, Talcahuano e Penco.